# Émarèse
 Émarèse  ist eine italienische Gemeinde mit 225 Einwohnern (Stand 31. Dezember 2023) in der autonomen Region Aostatal. Die Gemeinde liegt auf einer mittleren Höhe von 1170 m s.l.m. und verfügt über eine Größe von 10 km². Die Einwohner werden emaresotti (it.) oder émaresots (französisch) genannt. Émarèse ist Mitglied der Unité des Communes valdôtaines Mont-Cervin.
Émarèse besteht aus den Ortsteilen (ital. Frazioni, frz. Hameaux) Fontillun, La Saléraz, Érésaz, Ravet, Chassan, Settarme, Sommarèse und Longeon. Die Nachbargemeinden sind Brusson, Challand-Saint-Anselme, Challand-Saint-Victor, Montjovet und Saint-Vincent.

## Einzelnachweise

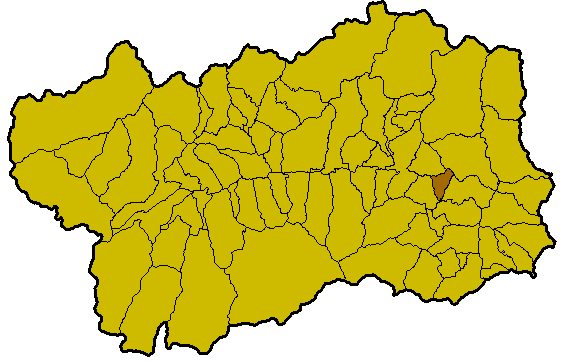
Lage von Émarèse innerhalb der Region Aostatal